# Барановець (Великопольське воєводство)
Барановець (пол. Baranowiec) — село в Польщі, у гміні Домб'є Кольського повіту Великопольського воєводства.
Населення — 92 особи (2011).

## Демографія
Демографічна структура станом на 31 березня 2011 року:
|          | Загалом | Допрацездатний вік | Працездатний вік | Постпрацездатний вік |
| -------- | ------- | ------------------ | ---------------- | -------------------- |
| Чоловіки | 42      | 10                 | 28               | 4                    |
| Жінки    | 50      | 14                 | 26               | 10                   |
| Разом    | 92      | 24                 | 54               | 14                   |